# یک روز در زندگی مارلون باندو
«یک روز در زندگی مارلون باندو» (انگلیسی: A Day in the Life of Marlon Bundo) یک کتاب منتشر شده در سال ۲۰۱۸ در ژانر ادبیات کودک است که توسط جیل تویس نوشته و توسط ئی. جی. کلر کشیده شده‌است و داستان خیالی یک روز از زندگی مارلون باندو (خرگوش واقعی مایک پنس، معاون رئیس‌جمهور ایالات متحده آمریکا) است. این داستان دربارهٔ عشق همجنس‌گرایانه این خرگوش و عشقش به خرگوشی نر به نام ویزلی است.
کتابی با نام مشابه توسط خانواده مایک پنس نوشته شده و انتشار یافته‌بود. اما جان الیور در برنامه
هفته پیش امشب با جان اولیور به عنوان یک پاسخ برای مخالفت پنس با ازدواج همجنس‌گرایان و حمایت وی از تبدیل درمانی این کتاب را به شکل یک نقیضه آزاد از آن کتاب نوشت و قبل از انتشار کتاب اصلی آن را منتشر کرد. کتاب صوتی آن با صدای جیم پارسونز، جس فرگوسن، جف گارلین، الی کمپر، جان لیسگو، جک مک‌بریر، و روپال نیز منتشر شد.
این کتاب که درآمد فروشش به پروژه‌های پروژه ترور (پروژه با هدف کاهش خودکشی میان دگرباشان جنسی) و ایدز یونایتد (پروژه برای حمایت از افراد مبتلا به ایدز) می‌رسد در هفته اول فروش پرفروش‌ترین کتاب آمازون گردید.